# Wacław Szpakowski

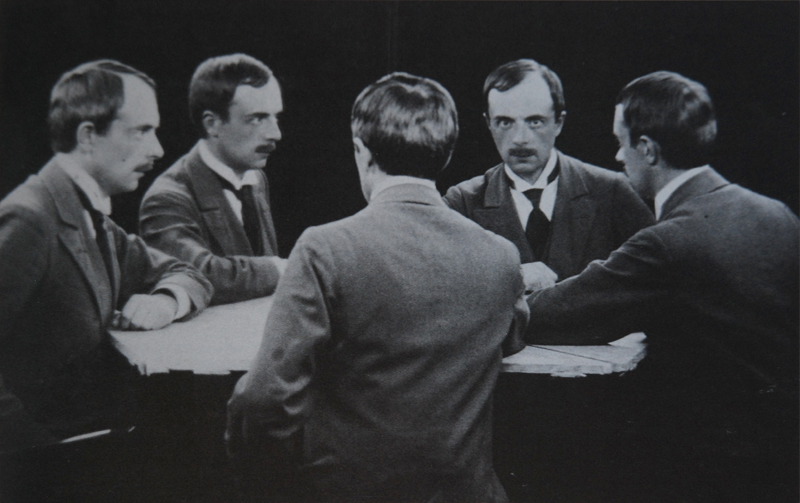
Selbstporträt Waclaw Szpakowski

Wacław Karol Szpakowski (* 9. Oktober 1883 in Warschau; † 7. Februar 1973 in Breslau) war ein polnischer Architekt, Ingenieur, Künstler und Fotograf.

## Leben
Wacław Szpakowski wurde am 9. Oktober in Warschau geboren. Als Szpakowski 14 Jahre alt war, zog die Familie in die lettische Hauptstadt Riga um. Bereits früh interessierte sich Szpakowski für atmosphärische Phänomene und dokumentierte alle bedeutsamen Wirbelstürme und Zyklone. 1900 machte Szpakowski seine ersten Fotoaufnahmen und befasste sich das erste Mal mit Systemen von rhythmischen Linien. Des Weiteren war er musikalisch interessiert und nahm Geigenunterricht. 1902 schrieb er sich in der Fakultät für Architektur an der technischen Universität in Riga ein. Nach seinem Studium 1912 zog er zurück in seine Heimatstadt Warschau und arbeitet dort in einem Architekturbüro. Während er von 1922 bis 1931 für das Ministerium für Post und Telekommunikation in Bydgoszcz arbeitete, wurde er Vater von einem Sohn und drei Töchtern. In dieser Zeit fertigte er eine Reihe von Zeichnungen an, die er später akribisch mit Pauspapier nachzeichnete. Szpakowski wurde 1931 Delegationsleiter des Ministeriums für Post und Telekommunikation. 1934 zog er mit seiner Familie zurück nach Warschau, wo er gelegentlich als Architekt tätig wurde. In den Jahren 1941–1944 war Szpakowski als Bauinspektor der Bezirksabteilung für Architektur. 1944 wurde er kurzzeitig von den deutschen Nationalsozialisten verhaftet. Aufgrund des Zweiten Weltkriegs zog Szpakowski mit seiner Familie 1944 nach Breslau um. Es gelang ihm in dieser Zeit seine Entwürfe und Kopien der Zeichnungen von rhythmischen Linien zu bewahren. Für die Gestaltung des Plafond des Kulturhauses der Eisenbahnfabrik Pa-Fa-Wag im Przodownik Kinos verwendete Szpakowski 1952 rhythmische Linien und übertrug seine grafische Gestaltung auf seine Architektur. Im Alter von 75 ging Szapkowski am 30. Juni 1958 in Rente. Bis zu seinem Tod 1973 sortierte er seine Zeichnungen und Notizen und schrieb Rhythmischen Linien. Am 7. Februar 1973 stirbt Wacław Szpakowski im Alter von 90 Jahren in Breslau.

## Rhythmische Linien

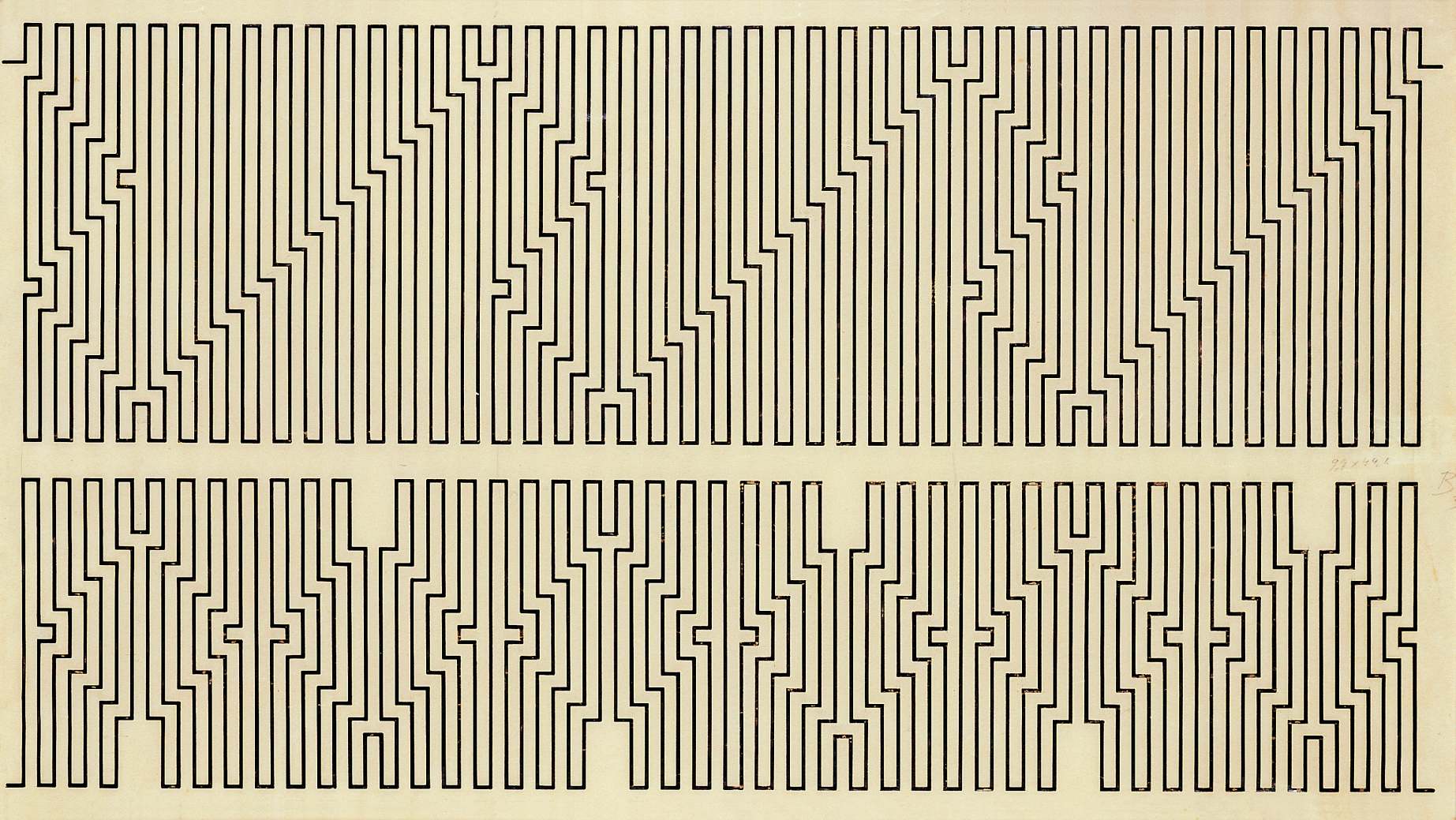
B2, B3

Seine Arbeiten wurden das erste Mal 1978 in der Ausstellung „Rhythmische Linien“ im Kunstmuseum in Łodz gezeigt und mehrere Arbeiten waren Teil der Ausstellung „Inventing Abstraction“ im Museum of Modern Art im Jahre 2013. Sein Œuvre umfasst ca. 120 Zeichnungen.

## Werke
- Rhythmische Linien, (Linie Rytmiczne, 1973)

## Ausstellungen
- Museum of Modern Art, New York, 2013: Inventing Abstraction